# Mühleberg
Mühleberg je obec v kantonu Bern, v okrese Bern-Mittelland. Žije zde  obyvatel.
V obci se nacházela jaderná elektrárna Mühleberg, jejíž provoz byl ukončen v roce 2019.

## Geografie
Mühleberg, největší obec v bývalém okrese Laupen co do rozlohy, leží na zalesněné a zvlněné náhorní plošině a vyznačuje se velkými výškovými rozdíly. Na severu tvoří hranice obce řeka Aara a nádrž Wohlensee, na západě řeka Sána a na východě les Forstwald; na jižní straně je hranice plynulá. Obec je protínána třemi dopravními tepnami, včetně dálnice A1.
Sousedními obcemi Mühlebergu jsou v abecedním pořadí: Bern, Ferenbalm, Frauenkappelen, Laupen, Neuenegg, Radelfingen, Wileroltigen a Wohlen bei Bern.

## Historie
O prvních 1000 letech našeho letopočtu nejsou k dispozici žádné podrobnější údaje. Název místa Mulinberg, který se v dokumentech objevuje v roce 1016, lze však považovat za původ názvu obce. Ze starých kronik vyplývá, že na území obce byly různé mlýny poháněné vodní energií na potocích. Lidé se již od pradávna snažili využívat síly přírody. V minulosti se v této oblasti po celá desetiletí nacházelo několik vodních kol mlýnů, pil, lisoven, drtiček atd. Tyto mlýny také daly obci jméno. Obecní znak zobrazuje mlýnské kolo na hoře. Mlýn Flühlenmühle je na popud soukromého spolku a nadace restaurován a doufá se, že v budoucnu bude opět možné mlít obilí.
Již ve 13. století mělo městečko Gümmenen se svým mostem na řece Sáně zvláštní význam. První most byl postaven v roce 1454. Současný starý most Gümmenenbrücke pochází z let 1732–1739, v roce 1959 byl postaven betonový most. Bývalé městečko Gümmenen bylo také celním stanovištěm města Bernu pro přepravu vína ze západního Švýcarska. V Allenlüften měl tento transport vína kontrolovat konduktér. K tomu patřila také noční hlídka a obvyklá povinná výměna koní.
Až do poloviny 20. století byl Mühleberg převážně zemědělskou obcí. Po druhé světové válce se však jeho tvář změnila. V 21. století zde působí ještě asi 70 zemědělských podniků. Z původních sedmi sýráren je v provozu pouze sýrárna Juchlishaus. Průmysl je zde rozmanitý a výkonný; několik pil dokazuje, že silné postavení zaujímají především podniky zabývající se zpracováním dřeva.
V roce 1954 byl opuštěn projekt „Letiště Bern-West“, v rámci kterého se plánovalo vybudování letiště v Rosshäusern. Cílem projektu bylo najít vhodné místo pro výstavbu regionálního letiště v oblasti Bernu, jakým je v současnosti letiště Bern-Belp.

## Obyvatelstvo
| Rok            | 1764 | 1850 | 1900 | 1950 | 2000 |
| Počet obyvatel | 1080 | 2490 | 2382 | 2320 | 2722 |

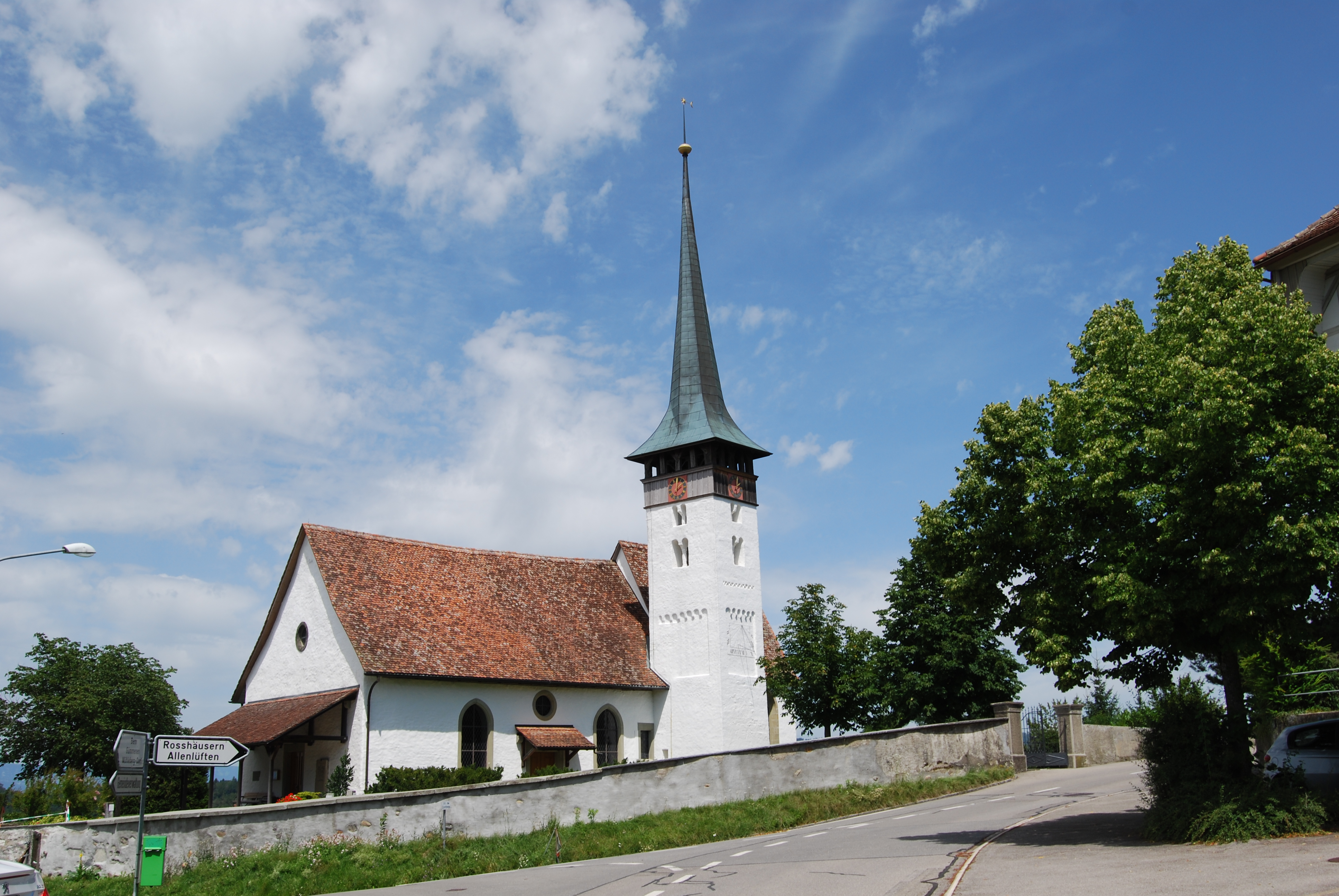
Kostel

Většina obyvatelstva (v roce 2000) hovořila německy (2579 obyvatel, tj. 94,7 %) jako prvním jazykem, francouzština je druhým nejčastějším jazykem (36 obyvatel, tj. 1,3 %) a albánština třetím (23 obyvatel, tj. 0,8 %).

## Energetika

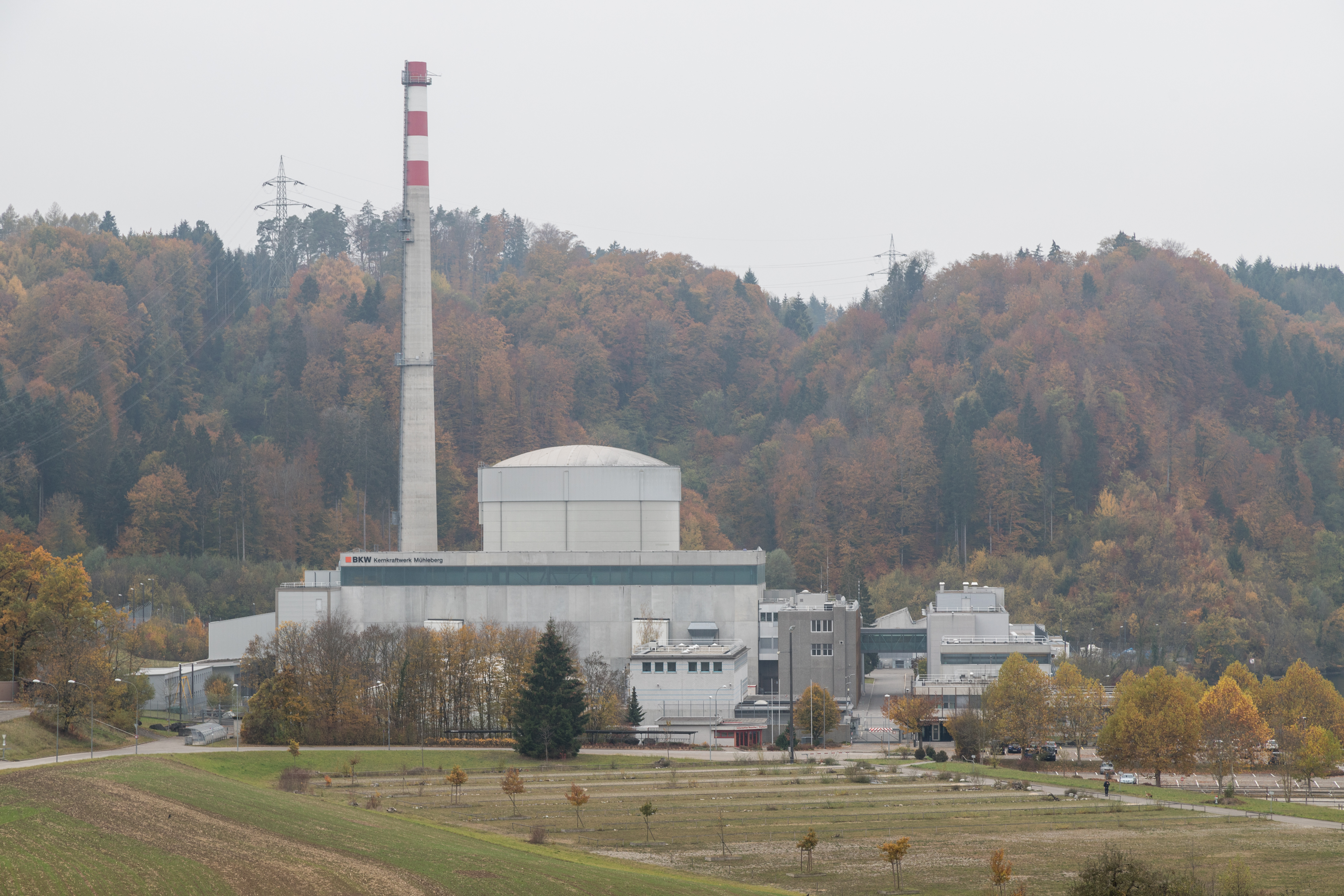
Jaderná elektrárna Mühleberg

V roce 1917 udělila vláda kantonu Bern společnosti Bernische Kraftwerke (BKW) koncesi na výstavbu vodní elektrárny Mühleberg, která byla uvedena do provozu v roce 1921. Vzhledem k tehdejšímu stavu techniky byla tato stavba mimořádně odvážným projektem. Řeka Aara byla přehrazena o přibližně 20 metrů a díky výstavbě 245 metrů dlouhé a přibližně 35 metrů vysoké přehradní hráze se řeka na délce přibližně 12 kilometrů proměnila v dnešní jezero Wohlensee.
Od roku 1967 byla pod vodní elektrárnou na řece Aaře postavena jaderná elektrárna Mühleberg s varným reaktorem, dvěma parními turbínami a chlazením říční vodou. Jaderná elektrárna Mühleberg společnosti BKW byla v provozu od 6. listopadu 1972 do 20. prosince 2019.